# Альфонсо Педраса
 Альфонсо Педраса Саґ (нар. 9 квітня 1996, Сан-Себастьян-де-лос-Бальєстерос, Іспанія) — іспанський футболіст, лівий захисник/вінгер «Вільяреала» та збірної Іспанії.

## Клубна кар'єра
У 2011 році, у віці 15 років приєднався до юнацької футбольної школи «Вільяреалу». У січні 2015 року після закінчення навчання долучився до команди «Вільяреал С», з якою виступав у четвертій за значимістю лізі Іспанії.
11 січня 2015 вперше виступив як гравець «Вільяреалу Б» проти «Реус Депортіу» в Сеґунда Дивізіон Б. Свій перший ґол за резервну команду забив 1 березня того ж року в грі з «Атлетіко Балеарес».
Після того, як Альфонсо закріпився в основному складі резервної команди, головний тренер «Вільяреалу» викликав його до розташування основної команди і 5 квітня 2015 року він уперше у своїй кар'єрі виступив у Ла Лізі, замінивши на 72-й хвилині дос Сантоса у грі проти «Валенсії».

## Кар'єра в збірній
12 жовтня 2023 року був вперше викликаний до збірної Іспанії для участі в матчі відбіркового турніру до чемпіонату Європи 2024 року проти збірної Норвегії. 15 жовтня дебютував у збірній Іспанії в матчі проти Норвегії, вийшовши на заміну Феррану Торресу.

## Досягнення
- Володар Ліги Європи УЄФА: 2020-21
- Чемпіон Європи (U-19): 2015
- Чемпіон Європи (U-21): 2019